# Bumi Harapan (Way Serdang)
Bumi Harapan is een bestuurslaag in het regentschap Mesuji van de provincie Lampung, Indonesië. Bumi Harapan telt 2029 inwoners (volkstelling 2010).